# دوسرشمار
دوسرشمار منطقه‌ای ییلاقی دربردارندهٔ ۵ روستا (بالاده، پایین ده، تیله بن، قلعه، واوسر) در دهستان نرماب بخش دودانگه شهرستان ساری بود که امروزه به بخش چهاردانگه ضمیمه شده است.

## خاستگاه نامگذاری
بر پایهٔ یک روایت شنیداری میر عمادالدین هزارجریبی چهاردانگه را به پسران زن بزرگتر و دودانگه را به پسران زن کوچکترش بخشید و برای پیشگیری از درگیری فرزندان منطقهٔ دوسرشمار که میان چهاردانگه و دودانگه است را به پسر یا دختر زن سوم داد.

## بن مایه
1. ↑  «دوسرشمار در فرهنگ دهخدا». واژه یاب.[پیوند مرده]
2. ↑  سوادکوه، دودانگه و چهاردانگهٔ مازندران - اسدالله عمادی - نشر شلفین